# Upanixad
Els Upanixad (en devanagari: उपनिषद्, Upaniṣad, literalment: 'assegut a prop' (del mestre per a sentir els ensenyaments), de upa (al costat) i ni-ṣad (assegut a terra) són una sèrie d'antics texts indis, escrits principalment entre els segles viii i iv aC, que constitueixen els ensenyaments bàsics del vedanta (darrer dels estudis dels Veda), una síntesi doctrinal basada en la recerca de la natura profunda de l'existència, de caràcter místic i esotèric.
Hi ha uns 150 upanixads (108 segons el número cabalístic establert per la tradició), d'extensió força variable, la majoria dels quals estan escrits en prosa amb alguns trets poètics. La primera dotzena són els més antics i importants i s'anomenen els Upanixads principals (mukhya). Els Upanixads mukhya es troben principalment a la part final dels Brahmana i Aranyaka i van ser, durant segles, memoritzats per cada generació i transmesos oralment. Els Upanixads mukhya són anteriors a l'Era Comú, però no hi ha consens acadèmic sobre la seva data, ni tan sols sobre quines són pre- o post-budistes. El Brhadaranyaka és considerat especialment antic pels estudiosos moderns.
Amb la traducció de les Upanixads a principis del segle xix també van començar a cridar l'atenció del públic occidental. El filòsof alemany Arthur Schopenhauer va quedar profundament impressionat pels Upanixads i la va anomenar «la lectura més rendible i elevant que... és possible al món». Indòlegs de l'època moderna han discutit les similituds entre els conceptes a les Upanixads i els principals filòsofs occidentals.

## Etimologia
El terme sànscrit (IAST) (de upa "per" i ni-ṣad "seure") es tradueix per "assegut a prop", referint-se a l'estudiant assegut a prop del professor mentre rep coneixement espiritual (Gurumukh). Altres significats del diccionari inclouen «doctrina esotèrica» i «doctrina secreta». El Sanskrit Dictionary de Monier-Williams observa: «Segons les autoritats natives, Upanixad significa posar a descansar la ignorància revelant el coneixement de l'esperit suprem.»
Adi Xankara explica en el seu comentari sobre el (IAST) i Brihadaranyaka Upanixad que la paraula significa Ātmavidyā, és a dir, «coneixement de el jo», o Brahmavidyā «coneixement de Brahma». La paraula apareix en els versos de molts Upanixads, com ara el quart vers del volum 13 del primer capítol del Chandogya Upanixad. Max Müller així com Paul Deussen tradueixen la paraula Upanixad en aquests versos com a «doctrina secreta», Robert Hume ho tradueix com «significat místic», mentre que Patrick Olivelle ho tradueix com «connexions ocultes».

## Desenvolupament

### Autoria
Es desconeix l'autoria de la majoria dels Upanixads. Radhakrishnan afirma que «gairebé tota la literatura primitiva de l'Índia era anònima, no coneixem els noms dels autors dels Upanixads». Les antigues Upanixads estan incloses als Vedes, la més antiga de les escriptures religioses de l'hinduisme, que alguns tradicionalment consideren apauruṣeya, que significa «no de l'home, sobrehumà» i «impersonal, authorless». Els textos vèdics afirmen que van ser creats hàbilment per Rishis (savis), després d'una creativitat inspirada, de la mateixa manera que un fuster construeix un carro.
Les diverses teories filosòfiques dels primers Upanixads s'han atribuït a savis famosos com Yajnavalkya, Uddalaka Aruni, Shvetaketu, Shandilya, Aitareya, Balaki, Pippalada i Sanatkumara. Dones, com Maitreyi i Gargi, participen en els diàlegs i també estan acreditades als primers Upanixads. Hi ha algunes excepcions a la tradició anònima dels Upanixads. El Shvetashvatara Upanixad, per exemple, inclou els crèdits de tancament del savi Shvetashvatara, i es considera l'autor de l'Upanixad.
Molts estudiosos creuen que els primers Upanixads van ser interpolats i ampliats amb el temps. Hi ha diferències dins dels manuscrits d'un mateix Upanixad descoberts a diferents parts del sud d'Àsia, diferències en la versió no sànscrita dels textos que han sobreviscut i diferències dins de cada text en termes d'extensió, estil, gramàtica i estructura. Es creu que els textos existents són obra de molts autors.

### Cronologia
Els estudiosos no saben quan es van compondre les Upanixads. La cronologia dels primers Upanixads és difícil de resoldre, afirma el filòsof Stephen Phillips, perquè totes les opinions es basen en l'escassa evidència i anàlisi de l'arcaisme, l'estil i les repeticions a través dels textos, i estan motivades per suposicions sobre l'evolució probable de les idees, i presumpcions sobre quina filosofia podria haver influït en altres filosofies índies. L'indòleg Patrick Olivelle diu que «malgrat les afirmacions fetes per alguns, en realitat, qualsevol datació d'aquests documents [els primers Upanixads] que intenti una precisió més propera que uns quants segles és tan estable com un castell de cartes».
Alguns estudiosos han intentat analitzar les similituds entre les Upanixads hindús i la literatura budista per establir una cronologia dels Upanixads. Les dates precises són impossibles, i la majoria dels estudiosos donen només amplis intervals que abasten diversos segles. Gavin Flood afirma que «les Upanisads no són un grup homogeni de textos. Fins i tot els textos més antics van ser compostos durant una gran extensió de temps des del 600 al 300 aC.» Stephen Phillips situa els primers Upanixads o "principals" entre el 800 i el 300 aC.
Patrick Olivelle, un filòleg i indòleg sànscrit, dona la següent cronologia per als primers Upanixads, també anomenats Upanixads principals:
- El Brhadaranyaka i el Chandogya són els dos primers Upanixads. Són textos editats, algunes fonts dels quals són molt més antigues que altres. Els dos textos són prebudistes; es poden situar cap als segles vii i vi aC, en un segle o menys.[35][7]
- Les altres tres primeres Upanixads en prosa: Taittiriya, Aitareya i Kausitaki vénen a continuació; tots són probablement prebudistes i es poden assignar als segles vi al v aC.[36]
- El Kena és el més antic dels vers Upanixads seguit probablement pel Katha, Isa, Svetasvatara i Mundaka. Tots aquests Upanixads van ser composts probablement durant els darrers segles aC.[37] Segons Olivelle, «Tots mostren fortes tendències teistes i són probablement els primers productes literaris de la tradició teista, la literatura posterior de la qual inclou el Bhagavad Gita i els Puranas.»[38]
- Les dues Upanisads en prosa tardana, la Prasna i la Mandukya, no poden ser molt més antigues que l'inici de l'era comuna.[33][6]

Mentrestant, l'indòleg Johannes Bronkhorst defensa una data posterior per als Upanixads de la que s'ha acceptat generalment. Bronkhorst situa fins i tot el més antic dels Upanixads, com ara el Brhadaranyaka com possiblement encara s'estava compost en «una data propera a Katyayana i Patañjali [la gramàtica]» (és a dir,  segle ii aC).
Les Upanixads posteriors, que sumen uns 95, també anomenades Upanixads menors, estan datades des de finals del primer mil·lenni aC fins a mitjans del segon mil·lenni dC. Gavin Flood data que molts dels vint Upanixads Ioga són probablement del període 100 aC al 300 dC. Patrick Olivelle i altres estudiosos daten set dels vint Sannyasa Upanixads probablement s'haguessin completat en algun moment entre els darrers segles del primer mil·lenni aC fins al 300 dC. Al voltant de la meitat dels Sannyasa Upanixads probablement es van compondre entre els segles xiv i xv dC.

### Geografia

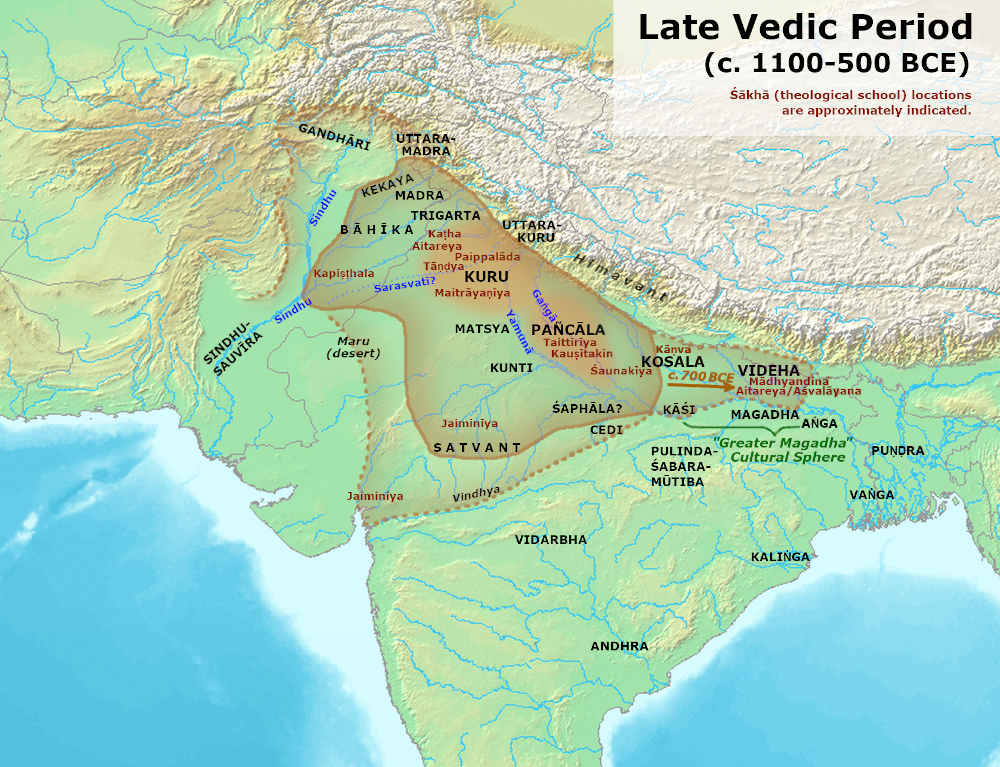
Geografia del període vèdic tardà.

L'àrea general de la composició dels primers Upanixads es considera el nord de l'Índia. La regió limita a l'oest amb la vall superior de l'Indus, a l'est amb la regió inferior del Ganges, al nord amb els contraforts de l'Himàlaia i al sud amb la serralada de Vindhya. Els estudiosos estan raonablement segurs que els primers Upanixads es van produir al centre geogràfic de l'antic bramanisme, que comprenia les regions de Kuru-Pantxala i Kosala-Videha juntament amb les àrees immediatament a el sud i l'oest d'aquests. Aquesta regió cobreix els moderns Bihar, Nepal, Uttar Pradesh, Uttarakhand, Himachal Pradesh, Haryana, l'est de Rajasthan i el nord de Madhya Pradesh.
Tot i que recentment s'han fet intents significatius per identificar les ubicacions exactes dels Upanixads individuals, els resultats són provisionals. Witzel identifica el centre d'activitat del Brihadaranyaka Upanixad a l'àrea de Videha, el rei de la qual, Janaka, ocupa un lloc destacat a l'Upanixad. L'Upanixad de Xandogya probablement es va compondre en un entorn més occidental que la ubicació oriental del subcontinent indi, possiblement en algun lloc de la regió occidental del país Kuru-Pantxala.
En comparació amb els Upanishads principals, els nous Upanishads registrats al (IAST) pertanyen a una regió completament diferent, probablement al sud de l'Índia, i són considerablement més recents. Al quart capítol de l'Upanixad de Kauxitaki, s'esmenta una ubicació anomenada Kashi (la Benarés o Varanasi moderna).

## Filosofia

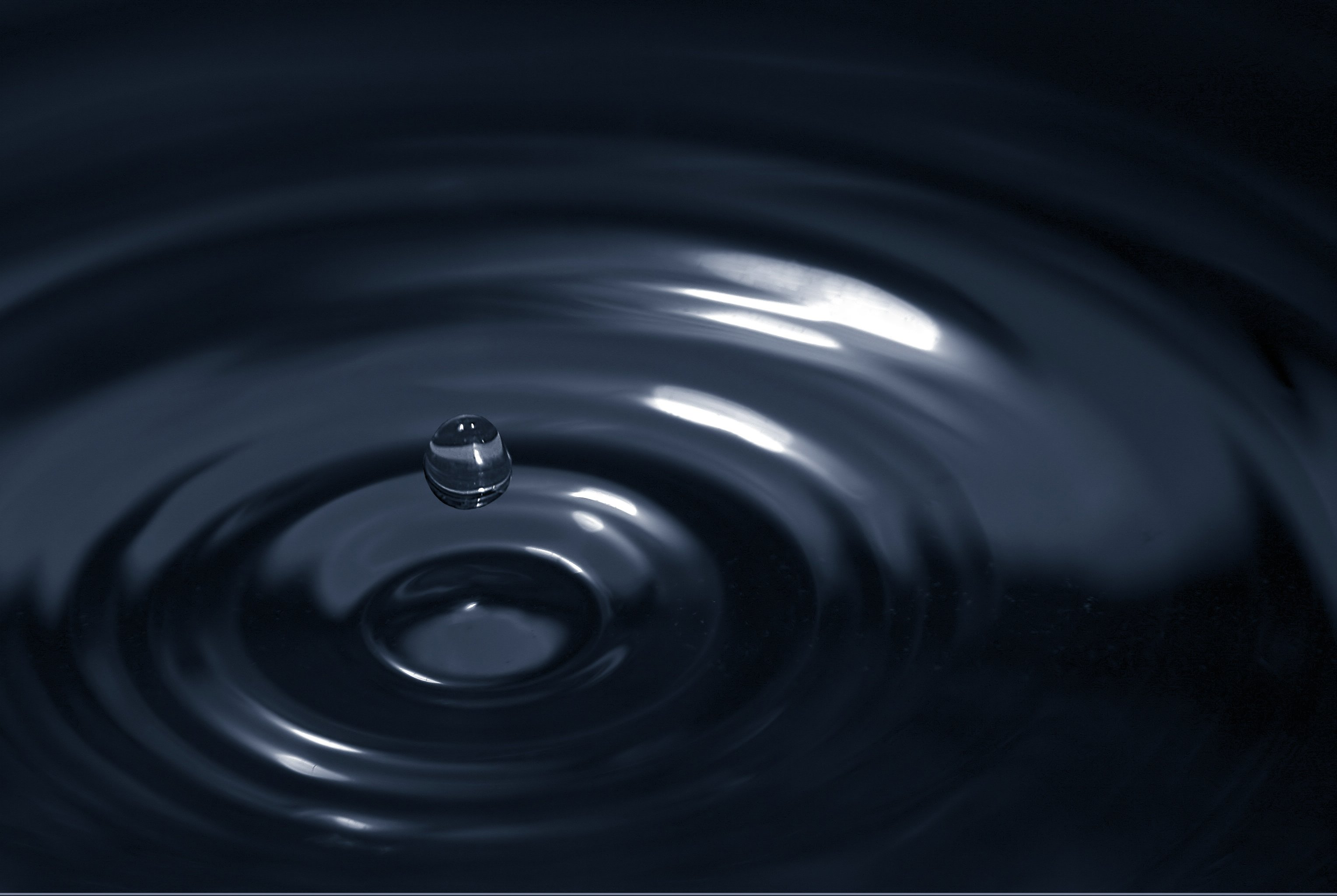
Impacte d'una gota d'aigua, una analogia comuna per a Braman i l'Ātman.

L'època Upanixad es caracteritzava per un pluralisme de visions del món. Mentre que alguns Upanixads s'han considerat «monistes», d'altres, inclòs el Katha Upanixad, són dualistes. El Maitri és una de les Upanixads que s'inclina més cap al dualisme, fonamentant així les escoles clàssiques Samkhya i Ioga de l'hinduisme, en contrast amb les Upanixads no dualistes a la base de la seva escola Vedanta. Contenen una pluralitat d'idees.
Els Upanixads inclouen seccions sobre teories filosòfiques que han estat a la base de les tradicions índies. Per exemple, el Xandogya Upanixad inclou una de les primeres declaracions conegudes d'Ahimsa (no-violència) com a precepte ètic. Discussió d'altres premisses ètiques com ara Dama (temprança, autocontrol), Satya (veracitat), Dāna (caritat), Ārjava (absència d'hipocresia), Daya (compassió) i altres es troben als Upanixads més antics i a molts Upanixads posteriors. De la mateixa manera, la doctrina del Karma es presenta al Brihadaranyaka Upanixad, que és l'Upanishad més antic.